# Cypella fucata
Cypella fucata är en irisväxtart som beskrevs av Pierfelice Ravenna. Cypella fucata ingår i släktet Cypella, och familjen irisväxter. Inga underarter finns listade i Catalogue of Life.